# Goda Gábor (író)
Goda Gábor (született Grünfeld) (Budapest, 1911. április 1. – Budapest, 1996. április 12.) Kossuth-díjas magyar író, műfordító, színházigazgató.

## Életpályája
Édesapja Goda Géza (1874–1954) hírlapíró, édesanyja Seifter Erzsébet (1885–1938) volt. 1929-ben a zuglói Szent István Gimnáziumban érettségizett. Ekkor jelent meg első s egyetlen verseskötete. Az érettségit követően alkalmi munkákból élt. Az újságírásba is belekóstolt, ám mivel nem találta meg egy interjúalanyát, a kor egyik ünnepelt színésznőjét, javasolták neki, keressen más elfoglaltságot. Ezt követően a Független Szemle könyvkiadóban dolgozott, volt lektor és fordító is, 1931-ben pedig a Porond című folyóiratot szerkesztette. Írói pályafutása – a rövid költői kitérőt követően – novellákkal folytatódott, amelyekből több az Újság című lapban is megjelent, s felkeltette a közönség figyelmét. 1936-ban adták ki a Levél a pokolból című elbeszéléskötetét, amelyre Nagy Lajos és Füst Milán is felfigyelt. Az ifjú szerzőről szóló írásaikban elismeréssel szóltak a Goda-novellákban megnyilatkozó kvalitásokról, a pesti polgári világ szociografikus részletezésű leírásáról, a finom és árnyalt lélekrajzról. Az 1930-as években több nagyobb lélegzetű prózai művet írt, amelyeket a világháború után átdolgozott és megjelentetett. A II. világháború éveiben (1939–1945) több alkalommal is munkaszolgálatra hívták be.
A világháború után közéleti szerepet vállalt, 1945–1950 között Budapest kulturális ügyeinek vezetője, először főjegyző, majd kultúrtanácsos lett. 1956-1958-ban tagja volt az Irodalmi Tanácsnak, 1957–1959-ben pedig részt vett az Élet és Irodalom szerkesztésében is. 1958-ban egy évadon keresztül a Néphadsereg Színházának (a mai Vígszínház) igazgatója volt.
Novelláival, regényeivel, publicisztikai írásaival a háború utáni szocialista irodalom egyik jelentős alakja lett. Igazi urbánus író volt, műveinek fő színtere a pesti kispolgárság világa volt. Ezt ismerte leginkább, ha számára idegen területre tévedt, például az angyalföldi munkásokról szóló 1952-es kisregényében, a sematizmus közhelyeit valósította meg. Az 1950-es évek második felétől írott műveit is az erősen szatirikus, ironikus látásmód, a fanyar humor jellemezte.
Nem sokkal 85. születésnapja után, 1996. április 12-én hunyt el Budapesten.

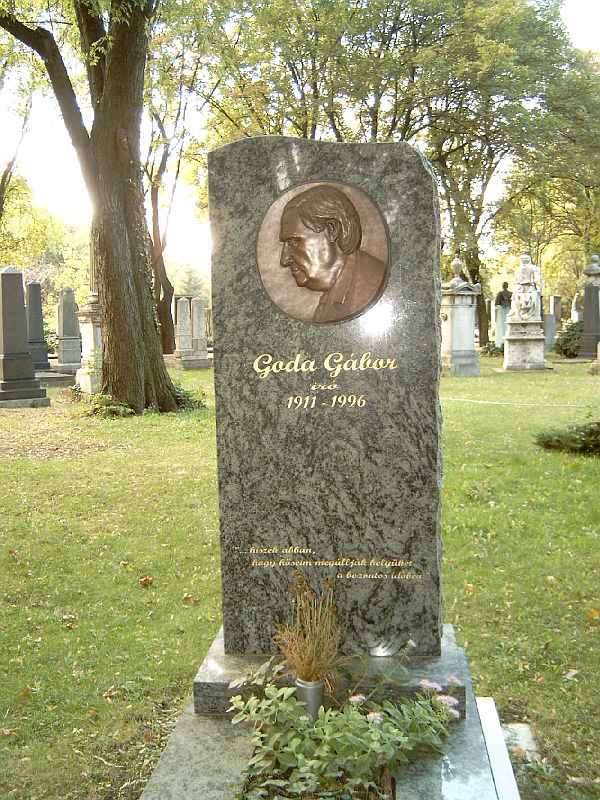
Goda Gábor sírja Budapesten. Kerepesi temető: 34/1-1-42. Alkotó: Domonkos Béla, 2000

## Művei
- Ősz ez a tavasz, pajtás! (versek, 1929)
- Levél a pokolból (elbeszélés, 1936)
- Flamingók, avagy a kredenc halála (1938, 1958)
- Legendák (1940)
- A fasizmus hazugságai (1945)
- Vihar előtt (emlékezések, 1946)
- Farkasok között (elbeszélés, 1952)
- Két csacsi (elbeszélés, 1953)
- Panoptikum (kisregény, 1956)
- A planétás ember és a többiek. Három kisregény (kisregények, 1958)
- Családi kör (elbeszélés, 1959)
- Naplófüzetemből (1960)
- Fontos történetek (elbeszélés, 1961)
- A rendes ember (regény, 1961)
- Ördögűzés I.-II. (válogatott elbeszélések, 1963)
- Poldini úr (regény, 1963)
- Magányos utazás (regény, 1965)
- Írás közben (tanulmány, 1966)
- Miért nem nőtt az ember az égig? (elbeszélés, 1966)
- Volt egyszer egy család (regény, 1967)
- Vallomások regénye (regény, 1968)
- Concerto (elbeszélés, 1969)
- Szelíd zsoltárok (1970)
- Egy naplopó naplója (regény, 1971)
- Bolondóra (regény, 1973)
- Mennyei csavargók (regény, 1975)
- Levelek Judithoz (emlékezések, 1979)
- Az ember, aki madár lett I. (összegyűjtött elbeszélések, 1982)
- A hóhér halála (összegyűjtött elbeszélések, 1987)
- Szülőföldem, Budapest (visszaemlékezések, 1989)
- Tűnődések (1997)
- Zsidó mesék és legendák; Makkabi, Budapest, 1998

## Műfordításai
- Ilja Ehrenburg: Lasik Roitschwantz mozgalmas élete (1933)
- Erich Ebermayer: Az ifjúság élni akar (1935)
- André Malraux: Két nemzedék (1946)

## Díjai, elismerései
- Magyar Népköztársasági Érdemrend (1948, 1950)
- József Attila-díj (1957, 1960, 1971)
- A Munka Érdemrend arany fokozata (1965, 1981)
- Kossuth-díj (1966)
- Gábor Andor-díj (1983, 1996)
- Pro Urbe Budapest (1984)
- Szocialista Magyarországért (1986)